# Wereldkampioenschap voetbal 2018 (Groep A) Saoedi-Arabië - Egypte
Dit artikel gaat over de wedstrijd in de groepsfase in groep A tussen Saoedi-Arabië en Egypte die gespeeld werd op maandag 25 juni 2018 tijdens het wereldkampioenschap voetbal 2018. Het duel was de vierendertigste wedstrijd van het toernooi.

## Voorafgaand aan de wedstrijd
- Saoedi-Arabië stond bij aanvang van het toernooi op de zevenenzestigste plaats van de FIFA-wereldranglijst.[1]
- Egypte stond bij aanvang van het toernooi op de vijfenveertigste plaats van de FIFA-wereldranglijst.[2]
- Deze confrontatie tussen de nationale elftallen van Saoedi-Arabië en Egypte was de zevende in de historie.[3]
- Het duel vindt plaats in het Volgograd Arena in Wolgograd. Dit stadion werd in 2017 geopend en kan 45.568 toeschouwers herbergen.

## Wedstrijdgegevens[4]
| Datum                | 25 juni 2018                                                                                              | 25 juni 2018                                                                                              |
| Wedstrijdnummer      | 34 | 34 |
| Stadion              | Volgograd Arena, Wolgograd                                                                                | Volgograd Arena, Wolgograd                                                                                |
| Toeschouwers         | 36.823 | 36.823 |
| Scheidsrechter       | Wilmar Roldán                                                                                             | Wilmar Roldán                                                                                             |
| Assistenten          | Alexander Guzmán Cristián De La Cruz                                                                      | Alexander Guzmán Cristián De La Cruz                                                                      |
| Vierde official      | Ricardo Montero                                                                                           | Ricardo Montero                                                                                           |
| Videoscheidsrechters | Artur Soares Dias Carlos Astroza (assistent) Tiago Martins (assistent) Wilton Pereira Sampaio (assistent) | Artur Soares Dias Carlos Astroza (assistent) Tiago Martins (assistent) Wilton Pereira Sampaio (assistent) |
| Man van de wedstrijd | Mohamed Salah                                                                                             | Mohamed Salah                                                                                             |
|                      | Saoedi-Arabië                                                                                             | Egypte |
| Doelpunten           | 2 | 1 |
| Gele kaarten         | 0 | 2 |
| Rode kaarten         | 0 | 0 |
| Wissels              | 2 | 3 |
| Schoten op doel      | 7 | 1 |
| Schoten naast doel   | 10 | 6 |
| Overtredingen        | 7 | 16 |
| Hoekschoppen         | 7 | 2 |
| Buitenspel           | 1 | 3 |
| Balbezit (%)         | 61 | 39 |

| Saoedi-Arabië | 2 – 1           | Egypte |
| Salman Al-Faraj 45+6' (pen.) (Abdullah Otayf) Salem Al-Dawsari 90+5' | goals (assists) | 22' Mohamed Salah (Abdallah Said) |
| Juan Antonio Pizzi | bondscoach      | Héctor Cúper |
| Yasser Al-Mosailem Mohammed Al-Breik Osama Hawsawi Motaz Hawsawi Yasser Al-Shahrani Abdullah Otayf Salman Al-Faraj Housain Al-Mogahwi Hattan Bahebri 65' Salem Al-Dawsari Fahad Al-Muwallad 79' | opstellingen    | Essam El-Hadary Ahmed Fathy Ali Gabr Ahmed Hegazy Mohamed Abdel-Shafy Mohamed Elneny Tarek Hamed Mohamed Salah 45+7' Abdallah Said 81' Trézéguet 64' Marwan Mohsen |
| Muhannad Assiri 65' Yahya Al-Shehri 79' | wissels         | 45+7' Amr Warda 64' Ramadan Sobhi 81' Kahraba |
| | gele kaarten    | 45+5' Ali Gabr 86' Ahmed Fathy |
| | rode kaarten    | |